# Burkhard Heim
Pour les articles homonymes, voir Heim.
 (mai 2017).
Si vous disposez d'ouvrages ou d'articles de référence ou si vous connaissez des sites web de qualité traitant du thème abordé ici, merci de compléter l'article en donnant les références utiles à sa vérifiabilité et en les liant à la section « Notes et références ».
Burkhard Heim (né le 9 février 1925 à Potsdam, décédé le 14 janvier 2001 à Northeim) était un allemand ayant réalisé des travaux assez médiatisés en physique.

## Biographie
Burkhard Heim, physicien allemand, a subi à l'âge de 19 ans un accident grave lors d'une expérience dans un laboratoire de recherche pendant la Seconde Guerre mondiale. L'explosion a entraîné l'amputation de ses deux mains et l'a laissé presque complètement sourd et aveugle.[réf. nécessaire] Malgré ces défis, Heim a montré une résilience remarquable en poursuivant ses études à l''université de Göttingen, où il a réalisé un travail impressionnant sur la nébuleuse du Crabe.
Après avoir obtenu son diplôme, Heim a rejoint la prestigieuse Société Max-Planck, qu'il a quittée à la fin des années 1950. Malgré son isolement, c'est à cette époque qu'il a entrepris le travail qui donnerait plus tard naissance à la  théorie de Heim. Cette théorie, présentée comme une  théorie du tout, visait à réconcilier la relativité générale et la  physique quantique. Parmi ses propositions novatrices, on trouve les concepts de "dimensions hyperspatiales" et de voyages interstellaires rapides.
Néanmoins, bien que la théorie de Heim ait suscité l'intérêt du public, elle est largement considérée par la communauté scientifique comme manquant de rigueur mathématique et n'étant pas solidement ancrée dans des principes physiques établis. De ce fait, aujourd'hui, certains la classent comme une  pseudoscience. Cependant, malgré les controverses, la contribution de Heim à la physique et sa détermination face à l'adversité restent une source d'inspiration.